# Efigênia Ramos Rolim
Efigênia Ramos Rolim (Abre-Campo, 1931) é uma poeta e artista plástica brasileira.

## Biografia
Artista popular, escultora, poeta, contadora de história e estilista. Nascida em Abre Campo, Minas Gerais, em 1931, reside em Curitiba desde a década de sessenta. Reconhecida como a Rainha do Papel, por utilizar principalmente papel de bala nas suas esculturas, é tema de diversas produções acadêmicas nos cursos de Artes Visuais e Antropologia de diversas universidades brasileiras.[carece de fontes?]
Em 2005 participou de uma exposição com obras de Arthur Bispo do Rosário no Museu Oscar Niemeyer. Participou, como convidada, de encontros de cultura popular em diversas regiões do país.[carece de fontes?]
Recebeu em 2007 o Prêmio de Culturas Populares do Ministério da Cultura. Com o dinheiro ela, reformou a sua casa e ateliê, no bairro do Cajuru, onde instalou o museu A Vida do Papel de Bala.
Em 2008 recebeu a Ordem do Mérito Cultural concedida pelo Ministério da Cultura (Brasil), importante honraria concedida pelo Ministério da Cultura.[carece de fontes?]
Sua poesia assume a forma do repente, tendo sido publicada em diversos livros de cordel.[carece de fontes?]
A vida e a obra de Efigênia inspiraram a peça de teatro Papel Amassado, Sonho Revelado, dirigida por Eduardo Salles Ulian em 2010.
É personagens de dois documentários premiados: “Rainha do Papel”, dos paranaenses Estevan Silveira e Tiomkim (1999) e “O Filme da Rainha” do argentino Sérgio Mercurio (2006). Faz figurinos para grupos de teatro. Convidada pelas escolas públicas e particulares para contar histórias e falar da importância da reciclagem do lixo para saúde do Planeta. Sua obra “A Rainha do Planeta” foi adquirida recentemente pelo Museu Oscar Niemeyer e passou a fazer parte do acervo daquela instituição. O grupo de MPB da Universidade Federal do Paraná incluiu uma composição sua “O Conta Gotas”, no CD Terra de Pinho II, por ocasião dos festejos dos cem anos da Universidade.[carece de fontes?]
O Livro “A Viagem de Efigênia Rolim nas Asas do Peixe Voador”, de autoria da jornalista paranaense Dinah Ribas Pinheiro, foi lançado no dia 8 de dezembro de 2012. A obra de 180 páginas, edição do autor, narra a trajetória da artista desde o seu nascimento em Abre Campo, MG, a sua transformação em artista na década de 60 e a crescente ascensão no mundo das artes populares. O livro amplamente ilustrado apresenta seu atelier no bairro de Vilas Oficinas, na periferia de Curitiba e registra peças de seu acervo.[carece de fontes?]